# 工藤勉
工藤 勉（くどう つとむ、1959年8月29日 - ）は、青森県出身の元騎手・元調教師（地方・高崎所属）。

## 経歴

### 騎手時代
1977年10月7日の高崎第2競走・シノブチドリ（7頭中3着）で初騎乗を果たし、同日の第5競走・イタノフイダルゴで初勝利を挙げる 。
1988年にはグレートサーペンとのコンビで活躍し、水沢の第1回北日本マイルチャンピオンシップ南部杯に挑戦 。レースはホワイトシローの逃げを新潟のグレートコマンダーがマークし、3番手の内に新潟の古豪イチコウハヤタケ、外に本命のトウケイフリートが続き、緩みの無いペースで進むが、グレートサーペンは向こう上面で中団から外目を通って追い上げを始める。派手な追い方で先行馬群を射程に入れ、実況の加藤久智（岩手放送アナウンサー）は「工藤勉の水車ムチだ、グレートサーペンが上がって行きます」と表現。最後の直線では3番手の外目を進んでいたトウケイフリートを一気に交わし、粘るホワイトシローと一旦は先頭に立ったグレートコマンダーを豪快に差し切った。見事に初代覇者となり、北日本限定とは言え高崎所属として初めて交流レースに優勝。1989年には開設記念を制し大井の帝王賞に挑戦するが、抜群の手応えで進出を開始し始めた第4コーナーにさし掛かった時に落馬に巻き込まれ競走中止、不運にも重度の骨折で予後不良の診断が下された。
1987年から1990年にはスプリンターズ賞を4連覇し、1992年と1993年にはフジギニーとのコンビで同レースを2連覇するが、1995年と1997年にも同レースを制し、8勝を挙げた。1991年と1994年には同レースに騎乗馬がいなかったため 、1995年まで騎乗機会7連勝であった。
1991年の高崎大賞典ではアームアニエリで同年の高崎ダービー馬ミサトメモリーと同年に群馬記念を制したカツサニーの追い上げを封じ、逃げ切って大賞典連覇 に導いた。
フジギニーでは1992年のスプリンターズ賞を2着馬に4馬身差付けて圧勝し、1993年の同レースでは7番人気に反発して当時4歳ナンバーワンのヨシノキングと直線でデットヒートを続け、鼻面を揃えての入線。長い写真判定の結果、見事に連覇し、1500mのスペシャリストの異名を取った。
1997年にはグランドツアラーとのコンビで笠松のオグリキャップ記念で5着といきなり掲示板に乗る好走、大井の帝王賞では初めてのナイターで12頭中11番人気ながら、コンサートボーイ・アブクマポーロ・バトルラインと当時交流戦で最強と言われる面々を向こうに回し、離されたとは言え、キョウトシチー・シンコウウインディ・ライブリマウントを抑えて掲示板ラインの5着に入った。続く金沢の白山大賞典でも地方勢最先着の4着に入り、中長距離での地位を確立。
2001年7月1日の高崎第8競走AB普通・デュプレファーディが最後の勝利 、9月30日の高崎第9競走浅間山特別・キングナムラ（10頭中5着）が最後の騎乗 となり、同年限りで現役を引退。

### 調教師時代
引退後は厩舎を開業し、2002年4月12日の高崎第1競走C5普通・エスターフォンテン（8頭中7着）で初出走、同日の第3競走3歳普通・シルバースターで初勝利を挙げる。
2003年12月20日の高崎第4競走C4 16普通・カネサイシャダイが最後の勝利、2004年1月3日の高崎第4競走C3 C49 普通・エプソムソレイユ（10頭中2着）が最後の出走となり、2004年限りで勇退。

## 騎手成績
- 11668戦1838勝　勝率15.8%、連対率29.3%

主な騎乗馬
- グランプラス（1979年三歳優駿【高崎】、1980年クイーンカップ【高崎】）
- フジカズ（1985年クイーンカップ【高崎】）
- ホクトダンデイ（1986年四才優駿＜高崎ダービー＞）
- トキノペール（1986年開設記念特別【足利】、1987年スプリンターズ賞）
- ワールドムーン（1988年北関東アラブチャンピオン）
- フリユーゲルヒタチ（1988年スプリンターズ賞）
- ロンサムジユピター（1989年高崎皐月賞）
- アサクサポマード（1989年スプリンターズ賞）
- シズユキダツシユ（1989年クイーンカップ【高崎】）
- キタシバシンゲン（1990年スプリンターズ賞）
- グレートサーペン（1988年北日本マイルチャンピオンシップ南部杯、1989年開設記念【高崎】）
- アームアニエリ（1991年端午賞、高崎大賞典）
- フジギニー（1992年, 1993年スプリンターズ賞）
- イズミパレス（1993年高崎大賞典）
- ホクセイバンドル（1995年スプリンターズ賞）
- トーシンイチバン（1996年高崎皐月賞）
- ユーロライナー（1997年スプリンターズ賞）
- イズミカツリュウ（1999年高崎皐月賞）

## 調教師成績
- 168戦7勝　勝率4.2%、連対率13.7%